# Leonid Soubbotine
Leonid Arsenievitch Soubbotine (Леонид Арсеньевич (Арсентьевич)  Субботин), né le 26 février/10 mars 1889 à Moscou et mort en 1941, est un dramaturge, journaliste et poète russe et soviétique.

## Biographie
Il naît à Moscou et grandit sans père. Sa mère le met dans un orphelinat. Il est diplômé de l'école technique Komissarov. Il commence ses activités littéraires en 1910 et dix ans plus tard c'est l'un des organisateurs de l'atelier expérimental du théâtre de la Satire à Moscou (1920-1922),. En 1923, fait partie de ceux qui créent le premier théâtre paysan d'URSS à Moscou. Il est auteur pour ce théâtre de l'Agropièce qu'il met en scène. Il écrit avec Vladimir Mass Les Komsomols au village (1924), Autre cœur (1933), Vieille connaissance («Старый знакомый»), Jeu perdant («Проигранная игра»), etc. Sa pièce Pélagie Sorokine («Пелагея Сорокина», 1925) est montée au théâtre Korch (1929). Soubbotine est l'auteur de nombreuses pièces pour des troupes de théâtres amateurs, éditées dans les recueils Changeons la face de la terre («Переделаем лицо земли») et Rire et Affaire («Смех и дело», 1930). Il travaille aussi avec de jeunes dramaturges.
En 1925-1929, il travaille comme rédacteur adjoint de la revue Théâtre villageois («Деревенский театр»). En 1934-1936, il est rédacteur-en-chef adjoint de la revue Théâtre kolkhozien («Колхозный театр»). De 1924 à 1936, Soubbotine travaille à la maison centrale des arts (Maison Polenovski), à la maison centrale de l'art amateur (ЦЕДИСК), à la maison centrale de la création populaire Kroupskaïa. Il est l'auteur d'article sur le théâtre amateur. Il a écrit des livres sur la mise en scène et les méthodes théâtrales à destination des cercles amateurs dans les campagnes.
Après le début de la Grande Guerre patriotique, il s'engage dans l'armée. Il meurt en 1941 au cours de la bataille de Moscou.

## Œuvres
- Драматический кружок в деревне Cercle dramatique au village, М.-Л., 1925;
- Художественная работа избы-читальни Travail artistique de la salle de lecture, М., 1926;
- Два года театра народного творчества, «Театр» Deux ans du théâtre de création populaire, 1937, № 6;
- Самодеятельный театр , Théâtre amateur «Театр», 1938, № 6.